# Sonja Roman
Sonja Roman, slovenska atletinja, * 11. marec 1979, Hodoš.
Romanova je za Slovenijo nastopila v teku na 1500 metrov na Poletnih olimpijskih igrah 2008 v Pekingu, kjer je osvojila osmo mesto tretje kvalifikacijske skupine in se ni uvrstila v nadaljevanje tekmovanja. 
10. julija 2009 je v Rimu postavila osebni in državni rekord v teku na 1500 metrov, ki znaša  4:02,13.

## Osebni rekordi
- tek na 800 metrov - 2:02,47 min (2003)
- tek na 1500 metrov - 4:02,13 min (2009)
- tek na 3000 metrov - 8:54,24 min (2008)